# أليسون فيني
أليسون فيني (بالإنجليزية: Allison Finney)‏ هي لاعبة غولف أمريكية، ولدت في 17 نوفمبر 1958 في إيفانستون في الولايات المتحدة.

## وصلات خارجية
- أليسون فيني على موقع رابطة لاعبات الغولف المحترفات (الإنجليزية)